# 崔丙柱
崔 丙柱（チェ・ビョンジュ、朝鮮語: 최병주、1903年10月25日 - 没年不詳）は、日本統治時代の朝鮮および大韓民国の法曹、政治家。第2代韓国国会議員。

## 経歴
全羅北道扶安郡幸安面出身。京城帝国大学法学部卒、高等文官試験司法科合格。以後は大法官、弁護士を務めた。1950年の第2代総選挙では扶安郡選挙区から無所属で出馬して当選し、国会議員を1期務めた。
しかし、同年の朝鮮戦争中に拉致された。妻による失郷私民申告書によると、1950年7月中旬ごろに全羅北道で北朝鮮側の関係者に拉致され、拘束中に通訳などをさせられていたということが伝わっている。その後は弟からも同書が提出された。1956年7月、在北平和統一促進協議会中央委員を務める。以後消息不明。